# 高彭城
高彭城（?—409年），中國五胡十六國時代人物，燕惠懿帝高云长子。
高云被慕容宝收为义子，改名慕容云。407年，慕容云杀死了慕容宝的儿子、当时的天王慕容熙，自立为天王，恢复高姓，立高彭城为太子。409年，高云被其幸臣離班、桃仁所杀，部下冯跋即位。史书没有记载高彭城的下落。